# Heinrich Kühn

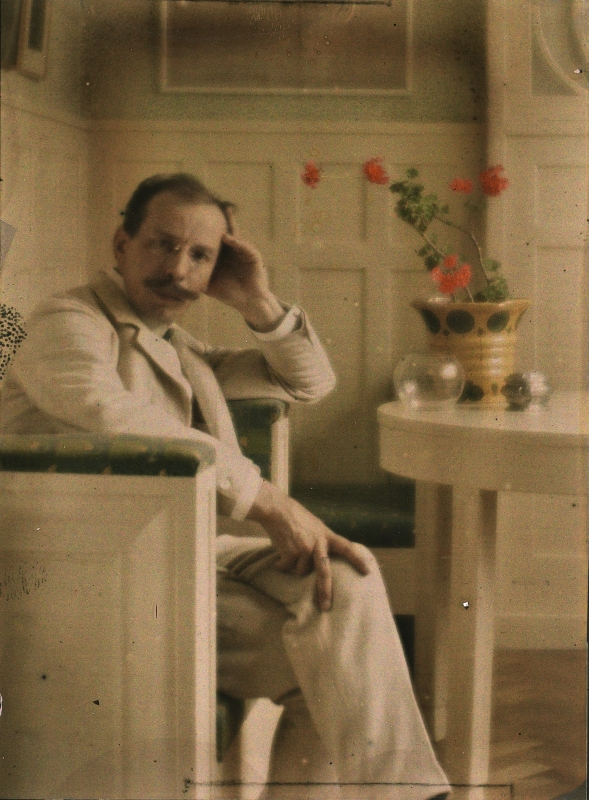
Zelfportret, 1907

Carl Christian Heinrich Kühn (Dresden, 25 februari 1866 – Birgitz, 14 september 1944) was een Duits-Oostenrijks fotograaf.

## Leven en werk
Kühn studeerde natuurkunde en medicijnen in Leipzig, Berlijn en Freiburg. Zijn werk als arts moest hij echter al snel vanwege gezondheidsproblemen opgeven. Omdat hij uit een rijke familie stamde hoefde hij zich echter geen zorgen te maken om zijn levensonderhoud. Voor het klimaat ging hij in Innsbruck wonen en begon met fotograferen.
Kühn fotografeerde in de kunstzinnig-impressionistische stijl van het picturalisme. Hij streefde schilderachtige effecten na, onder meer door gebruik van gomdruk-technieken, zonder overigens de negatieven te bewerken zoals bijvoorbeeld Robert Demachy deed. Hij ontwikkelde deze techniek door tot een geheel eigen variant die later gummigravure werd genoemd. Ook daarna bleef hij voortdurend werken aan het verbeteren en vernieuwen van fototechnieken.
Samen met Hans Watzek en Hugo Henneberg vormde Kühn van 1897 tot 1903 de zogenaamde 'Wiener Kleebatt', onder welke naam ze in heel Europa exposeerden. In 1897, 1901 en 1904 fotografeerde hij ook in Nederland, onder andere in Katwijk, Noordwijk en Den Haag. In 1906 en 1911 werden diverse van zijn foto’s gepubliceerd in  Alfred Stieglitz's beroemde picturalistische fotomagazine Camera Work.

## Foto's uitCamera Work

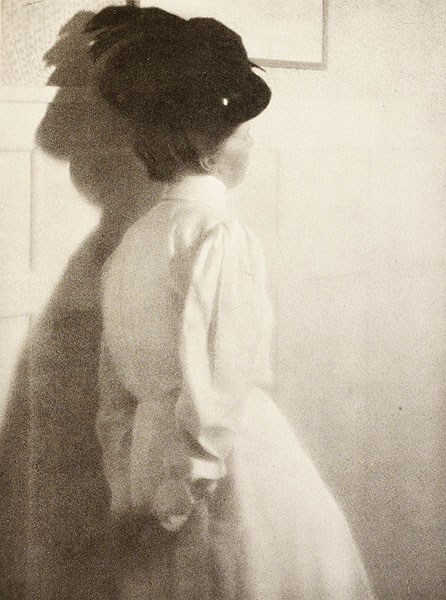
A Study, 1911
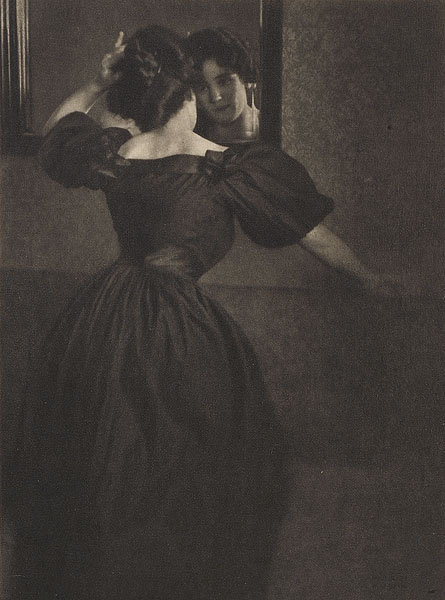
Girl with Mirror, 1906
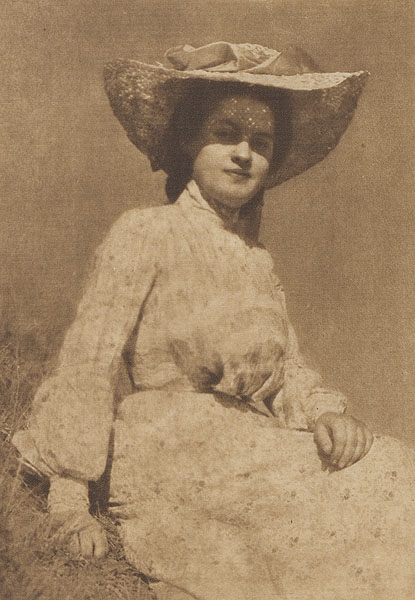
Sunlight, 1906
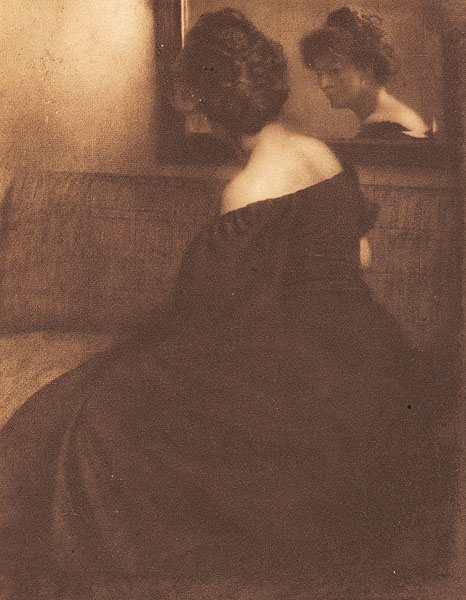
The Mirror, 1911
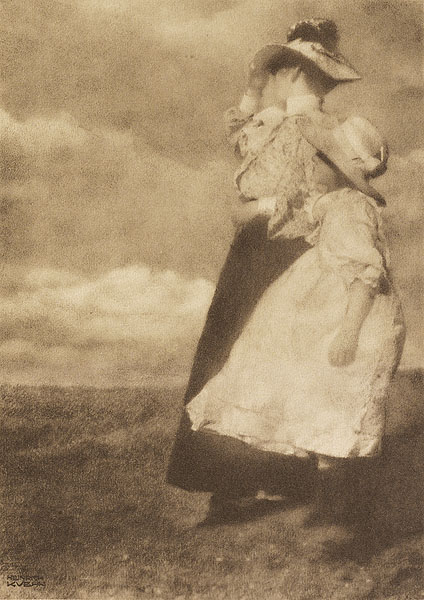
Windblown, 1911
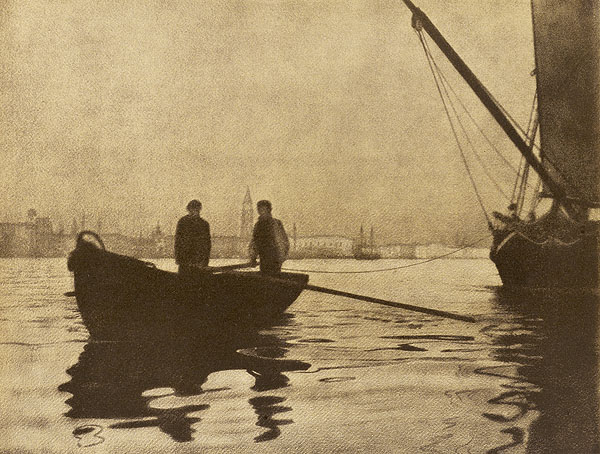
Venice, 1911
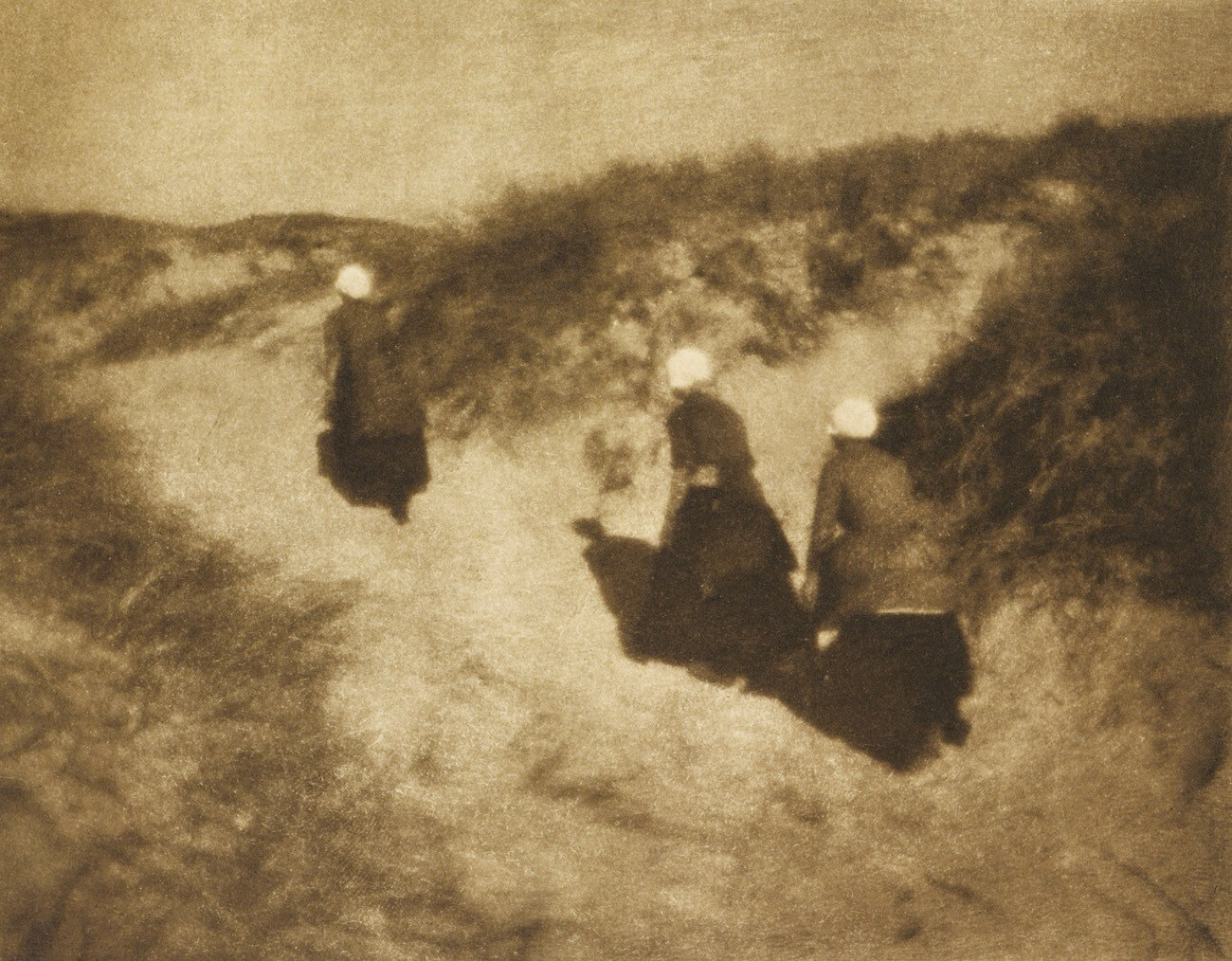
In der Düne, Katwijk, gepubliceerd 1905, Photographische Rundschau
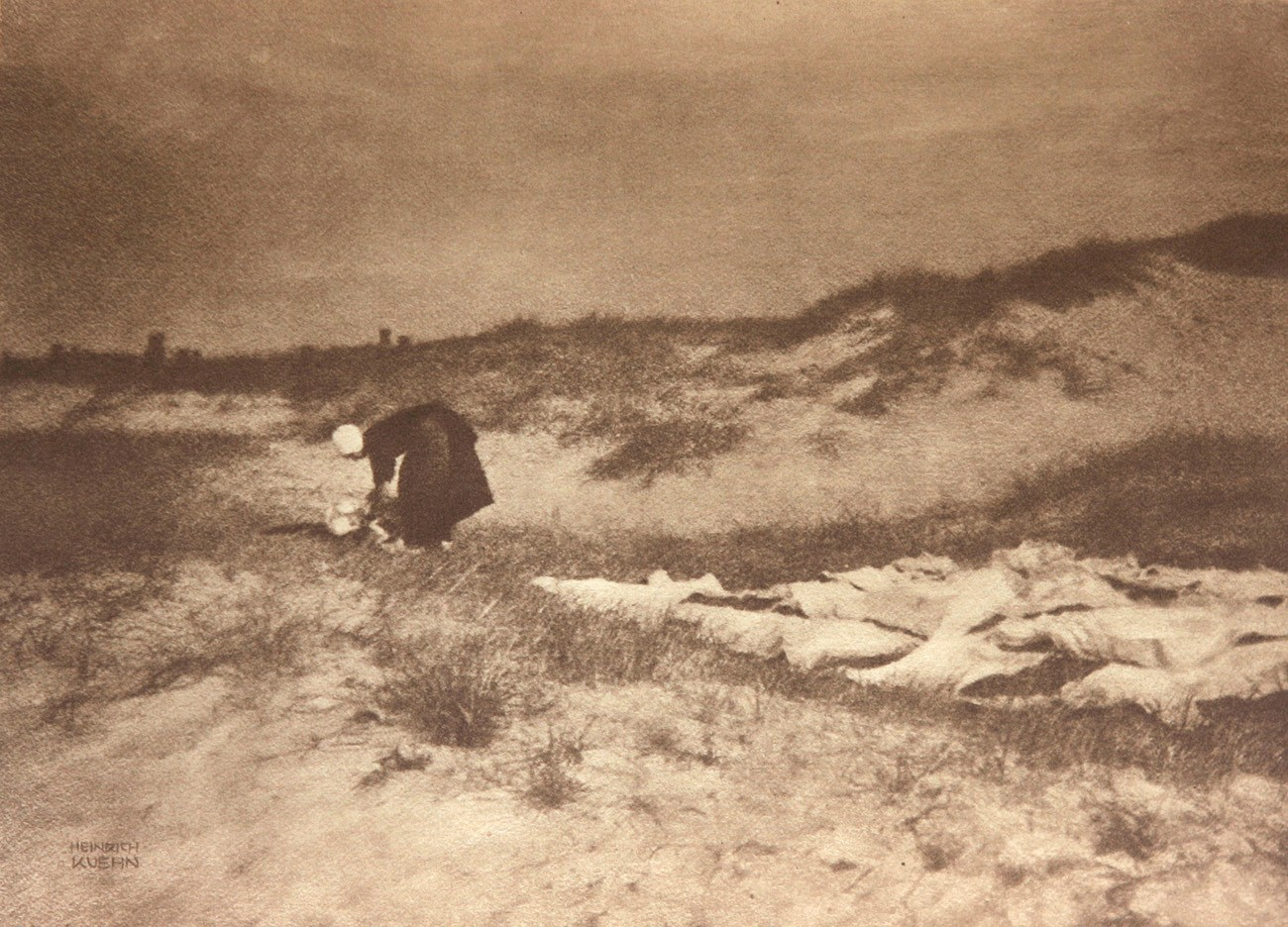
Washerwoman in the Dunes, gepubliceerd 1906, Camera Work
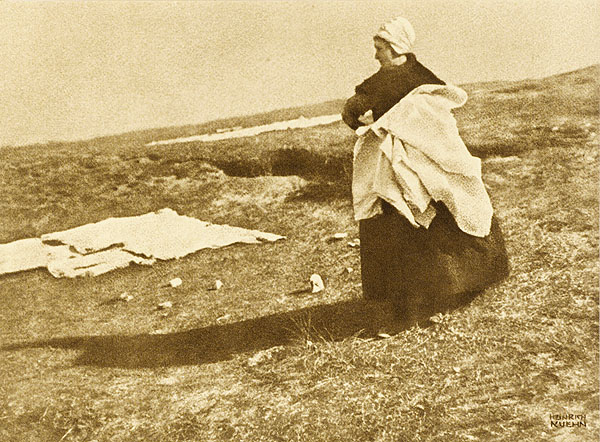
On the Dunes, gepubliceerd 1911, Camera Work
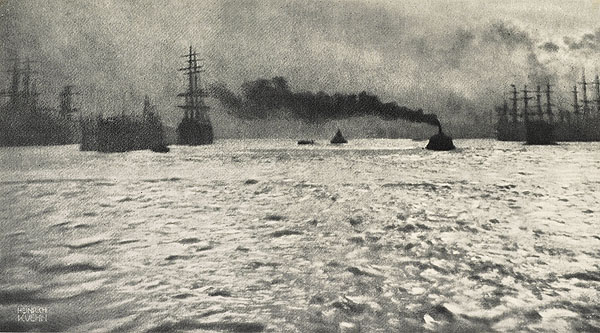
Harbour of Hamburg, gepubliceerd 1911, Camera Work